# Температура застывания
Температура застывания — самая низкая температура, при которой нефть, нефтепродукт или другое смазочное масло обладает подвижностью (течет как жидкость). Для нефти и нефтепродуктов температура застывания зависит от количества парафина. Нефтепродукты не имеют кристаллической твёрдой фазы, потому температура замерзания к ним малоприменима.
Методика определения температуры застывания сводится к постепенному охлаждению материала в пробирке и наклонении её с целью увидеть движение жидкости. Регулируется:
- американскими стандартами ASTM D97 (ручной метод) и ASTM D5949 (автоматизированный метод), ASTM D5985 (использует вставленный в образец зонд, который начинает двигаться, как только происходит ожижение; позволяет определить температуру застывания с точностью до 0,1 °C);
- немецким DIN 51583;
- ISO 3016:2019;
- российским ГОСТ 20287-91.

Независимо от метода определения, температуру застывания принято округлять вверх до ближайшей отметки, кратной 3 °C.
Образование затвердевших парафинов в нефтепродуктах зависит от предыстории нагрева, потому иногда применяются верхняя и нижняя температуры застывания. Верхняя определяется при кратковременном нагреве с последующим охлаждением во время измерения, нижняя использует образец, который перед испытанием прогревался длительное время.
Транспортировка нефти по трубопроводам возможна лишь при температурах выше температуры застывания, для достижения этого нефть с высоким содержанием парафина подогревают или добавляют в неё депрессорные присадки.